# Ciclismo en los Juegos Olímpicos de Helsinki 1952
El ciclismo en los Juegos Olímpicos de Helsinki 1952 se realizó en dos instalaciones de la ciudad de Helsinki, entre el 28 de julio y el 2 de agosto de 1952.
En total se disputaron en este deporte 6 pruebas diferentes (todas en la categoría masculina), repartidas en dos disciplinas ciclistas: 2 pruebas de ruta y 4 de pista. El programa de competiciones se mantuvo sin cambios, como en las ediciones pasadas.
El australiano Russell Mockridge batió el récord olímpico en el kilómetro contrarreloj, al rebajar el tiempo de Arie Van Vliet en los Juegos Olímpicos de 1936.

## Sedes
- Ciclismo en ruta – Circuito en Käpylä y alrededores
- Ciclismo en pista – Velódromo de Helsinki

## Participantes
Participaron un total de 215 ciclistas, representando a 36 naciones diferentes:
| - Alemania (5) - Argentina (6) - Australia (6) - Austria (4) - Bélgica (11) - Bulgaria (5) - Canadá (2) - Checoslovaquia (6) - Chile (4) | - Corea del Sur (3) - Dinamarca (13) - Estados Unidos (9) - Finlandia (11) - Francia (10) - Guatemala (5) - Hungría (6) - India (5) - Italia (11) | - Jamaica (1) - Japón (4) - Liechtenstein (2) - Luxemburgo (4) - México (4) - Nueva Zelanda (2) - Noruega (3) - Países Bajos (6) - Pakistán (2) | - Reino Unido (12) - Rumania (5) - Sudáfrica (5) - Suecia (8) - Suiza (10) - Unión Soviética (10) - Uruguay (7) - Venezuela (4) - Vietnam (4) |

## Medallistas

### Ciclismo en ruta
| Evento                         | Oro                                                                                      | Plata                                                                                 | Bronce                                                                                   |
| ------------------------------ | ---------------------------------------------------------------------------------------- | ------------------------------------------------------------------------------------- | ---------------------------------------------------------------------------------------- |
| Ruta individual (2 de agosto)  | André Noyelle · Bélgica · 5:06:03,4                                                      | Robert Grondelaers · Bélgica · 5:06:51,2                                              | Edi Ziegler · Alemania · 5:07:47,5                                                       |
| Ruta por equipos (2 de agosto) | André Noyelle · Robert Grondelaers · Lucien Victor · Rik Van Looy · Bélgica · 15:20:46,6 | Dino Bruni · Vincenzo Zucconelli · Gianni Ghidini · Bruno Monti · Italia · 15:33:27,3 | Jacques Anquetil · Alfred Tonello · Claude Rouer · Roland Bezamat · Francia · 15:38:58,1 |

### Ciclismo en pista
| Evento                                | Oro                                                                                | Plata                                                                                | Bronce                                                                                  |
| ------------------------------------- | ---------------------------------------------------------------------------------- | ------------------------------------------------------------------------------------ | --------------------------------------------------------------------------------------- |
| Velocidad individual (31 de julio)    | Enzo Sacchi · Italia                                                               | Lionel Cox · Australia                                                               | Werner Potzernheim · Alemania                                                           |
| Persecución por equipos (29 de julio) | Guido Messina · Loris Campana · Marino Morettini · Mino De Rossi · Italia · 4:46,1 | Alfred Swift · George Estman · Robert Fowler · Thomas Shardelow · Sudáfrica · 4:53,6 | Alan Newton · Donald Burgess · George Newberry · Ronald Stretton · Reino Unido · 4:51,5 |
| 1 km contrarreloj (31 de julio)       | Russell Mockridge · Australia · 1:11,1 RO                                          | Marino Morettini · Italia · 1:12,7                                                   | Raymond Robinson · Sudáfrica · 1:13,0                                                   |
| Tándem (31 de julio)                  | Lionel Cox · Russell Mockridge · Australia                                         | Raymond Robinson · Thomas Shardelow · Sudáfrica                                      | Cesare Pinarello · Antonio Maspes · Italia                                              |

## Medallero
| Núm. | País        | Oro | Plata | Bronce | Total |
| ---- | ----------- | --- | ----- | ------ | ----- |
| 1    | Italia      | 2   | 2     | 1      | 5     |
| 2    | Australia   | 2   | 1     | 0      | 3     |
| 2    | Bélgica     | 2   | 1     | 0      | 3     |
| 4    | Sudáfrica   | 0   | 2     | 1      | 3     |
| 5    | Alemania    | 0   | 0     | 2      | 2     |
| 6    | Francia     | 0   | 0     | 1      | 1     |
| 6    | Reino Unido | 0   | 0     | 1      | 1     |
|      | TOTAL       | 6   | 6     | 6      | 18    |